# Friend (Nebraska)
Pour les articles homonymes, voir Friend.
La ville de Friend est située dans le comté de Saline, dans l’État du Nebraska, aux États-Unis. Sa population s’élevait à 1 027 habitants lors du recensement de 2010, estimée à 992 habitants en 2016.

## Source
- (en) Cet article est partiellement ou en totalité issu de l’article de Wikipédia en anglais intitulé « Friend, Nebraska » (voir la liste des auteurs).